# Cantonul Una-Sana
Cantonul Una-Sana este una dintre cele 10 unități administrativ-teritoriale de gradul I ale statului  Bosnia și Herțegovina (Federația Bosniei și Herțegovinei). Are o populație de 307.000 de locuitori. Reședința sa este orașul Bihać.